# Powiat Brzeziński
Der Powiat Brzeziński ist ein Powiat (Kreis) in der polnischen Woiwodschaft Łódź. Der Powiat hat eine Fläche von 358,51 km², auf denen 31.000 Einwohner leben.

## Gemeinden
Der Powiat umfasst fünf Gemeinden, davon eine Stadtgemeinde, eine Stadt-und-Land-Gemeinde und drei Landgemeinden.

### Stadtgemeinde
- Brzeziny

### Stadt-und-Land-Gemeinde
- Jeżów

### Landgemeinden
- Breziny
- Dmosin
- Rogów